# Astronaut (album)
 For alternative betydninger, se Astronaut (flertydig). (Se også artikler, som begynder med Astronaut)
Astronaut er det elvte studiealbum af Duran Duran.

## Spor
Alle sange skrevet og komponeret af Duran Duran. 
| Astronaut | Astronaut                    | Astronaut | Astronaut | Astronaut | Astronaut | Astronaut | Astronaut | Astronaut | Astronaut |
| #         | Titel                        | Længde    |           |           |           |           |           |           |           |
| --------- | ---------------------------- | --------- | --------- | --------- | --------- | --------- | --------- | --------- | --------- |
| 1.        | "(Reach Up for The) Sunrise" | 3:27      |           |           |           |           |           |           |           |
| 2.        | "Want You More!"             | 3:39      |           |           |           |           |           |           |           |
| 3.        | "What Happens Tomorrow"      | 4:11      |           |           |           |           |           |           |           |
| 4.        | "Astronaut"                  | 3:26      |           |           |           |           |           |           |           |
| 5.        | "Bedroom Toys"               | 4:01      |           |           |           |           |           |           |           |
| 6.        | "Nice"                       | 3:33      |           |           |           |           |           |           |           |
| 7.        | "Taste the Summer"           | 3:55      |           |           |           |           |           |           |           |
| 8.        | "Finest Hour"                | 4:02      |           |           |           |           |           |           |           |
| 9.        | "Chains"                     | 4:48      |           |           |           |           |           |           |           |
| 10.       | "One of Those Days"          | 3:52      |           |           |           |           |           |           |           |
| 11.       | "Point of No Return"         | 4:59      |           |           |           |           |           |           |           |
| 12.       | "Still Breathing"            | 5:59      |           |           |           |           |           |           |           |
| 49:52     |                              |           |           |           |           |           |           |           |           |

| 13. | "Virus" (kun i Japan) | 4:07 |